# Полумесяц

Пример рисунка полумесяца — из большого круга вырезана часть, пересекающаяся с малым

Полумесяц — неполный диск луны, имеющий форму серпа.

## Форма
Полумесяц, лунный серп в изобразительном искусстве — форма, образованная двумя дугами окружностей или овалов, обращённых выпуклостями в одну сторону и имеющих две точки пересечения (концы полумесяца, кончики его «рогов»).
По-другому, это часть круга, оставшаяся после вырезания из него области пересечения с кругом меньшего диаметра, при условии, что ограничивающие их окружности пересекаются в двух точках. Центр большего круга при этом также оказывается вырезан.

## В астрономии

Астрономически корректная форма фазы Луны, называемой «полумесяц». Тёмно-серая часть рисунка

Полумесяц, серп в астрономии описывает фигуру, образованную освещённым несамосветящимся сферическим (а иногда и телом иной формы) телом и наблюдаемую как «часть диска». Математически, подразумевая, что линия терминатора проходит по большому кругу сферы, получается фигура, образованная полуокружностью и полуэллипсом, большая ось которого совпадает с диаметром полуокружности.
Из всех небесных тел наиболее известен серп Луны, некоторые люди невооружённым глазом видят в соответствующем положении серп Венеры.
Направление «рогов» («вершин», углов, образованных дугами) традиционно связывается с двумя различными состояниями:
- «растущей» («молодой», «полнеющей») Луной. Выпуклость серпа направлена вправо в Северном полушарии Земли, рога — влево.
- «уменьшающейся» («старой», «худеющей», «ущербной») Луной. Выпуклость серпа направлена влево в Северном полушарии Земли, рога — вправо.

При наблюдении из Южного полушария Земли фазы луны выглядят зеркально отображёнными, направления изменяются на противоположные.
В русской традиции существует простое мнемоническое правило для определения фазы Луны: «Если луна в виде буквы С, значит луна „стареющая“, а если в виде дужки от буквы Р — „растущая“». По-французски они, соответственно, называются d (от слова dernier — последняя четверть) и p (от слова premier — первая четверть). В Южном полушарии больше подходят Diminuendo и Crescendo.

## Геральдика и мифология
Луна (Mond, lune), полумесяц — серебряный серп, обращённый вправо или влево, лежащий (с рогами к верху) или опрокинутый (с рогами вниз). Часто имеет на внутренней стороне серпа человеческое лицо. 

Герб Лелива. польский дворянский герб с символом полумесяца

- Полумесяц, как геральдический символ прослеживается в древних верованиях славянских народов.
- В английской и канадской геральдике полумесяц означает младшую линию, второго сына.

Расположен на гербах: Тернополя, Остоя, Тржи Гвязды, Круневич, Гарчинский, Бойомир, Булат, Тржаска, Дулич, Шелига, Деспот, Мурделио, Корибут, Дрогослав, Лахницкий, и др.

## Астрологияи алхимия
Помимо того, что полумесяц представляет Луну, в астрологии он имеет значение серебра как металла, связанного с Луной алхимически.

## Религиозная и политическая символика

### Индуизм
Символ растущей Луны также ассоциируется с иконографией индуизма. Его носит Шива в своей причёске. Полумесяц — сосуд с сомой, нектаром бессмертия. Символизирует контроль над умом.
Является частью символа соёмбо, изображённого на флаге и гербе республики Бурятия.

### Античность и христианство
По наблюдениям Б. А. Успенского разные народы представляют месяц как рогатое животное. В античном искусстве изображение быка может сочетаться с изображением полумесяца над его рогами, форма которого повторяет форму рогов. Речь шла об олицетворении луны. Крест в сочетании с полумесяцем можно видеть уже на античных культовых изображениях, причём во многих случаях фригийских.

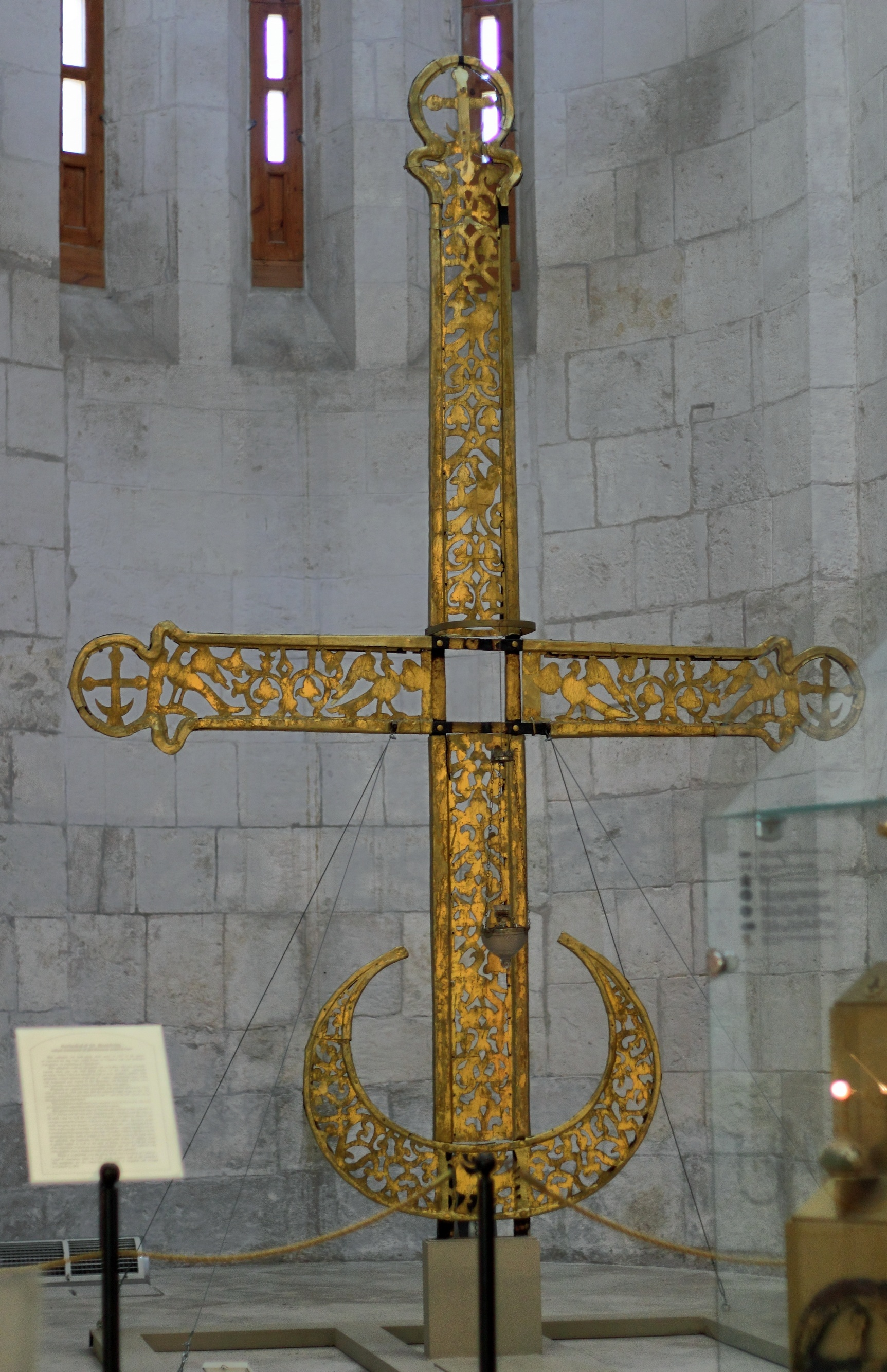
Крест, снятый с главы Дмитриевского собора во Владимире и заменённый в 2002 году копией

Полумесяц (цата) под крестом характерен для наверший многих русских храмов ещё с древнерусского периода. Этот полумесяц не имеет отношения ни к мусульманской религии, ни к победе над мусульманами (хотя эта версия и встречается в литературе). Кресты с полумесяцем украшали ещё древние храмы: Церковь Покрова на Нерли (1165 год), Дмитриевский собор во Владимире (1197 год) и другие, до столкновения с мусульманами.
В византийском искусстве сочетание креста и полумесяца также встречается, хотя и реже. Оно имеет место как на изображениях храмов, на монетах, так и в качестве отдельной композиции. Аналоги известны в Болгарии и Италии. Данное сочетание обнаруживается и в раннехристианской символике. Основываясь на этом материале, Успенский предполагает, что купольные кресты с полумесяцем пришли на Русь из Византии.
Согласно Успенскому, сочетание креста и полумесяца вписывается в языческую космологическую символику: крест и полумесяц символизируют солнце и луну; но вместе с тем в христианской традиции луна символизирует Богородицу, в то время как солнце — Иисуса Христа. Это толкование соответствует каноническим текстам и поддерживается ими: Христос именуется «Солнцем правды» или «Солнцем праведным» («sol justitiae» — Мал. IV, 2), а Богородица может связываться с апокалиптическим образом — «И явилось на небе великое знамение: жена, облечённая в солнце; под ногами её луна, и на главе её венец из двенадцати звёзд» (Откр. 12:1). Этот текст отражают установленные на куполах храма Софии Вологодской (1570 год), Свято-Троицкого собора Верхотурья (1703 год) и храма блаженного Косьмы Верхотурского в деревни Костылево кресты с необычным орнаментом: двенадцатью звёздами на исходящих из центра лучах и с полумесяцем снизу. С этим же связана и иконография «Богоматери — Царицы Небесной», стоящей на луне, в западной традиции. Наглядно эти ассоциации видны в песнопении на Страстной неделе, на утренней службе в Великую субботу: «Заходиши подъ землю, Спасе, Солнце Правды; тѣмъ же рождшая тя Луна печальми оскудѣвает, вида твоего лишаема». Христос здесь представлен как солнце, заходящее под землю, а Богородица — как луна, Его родившая, которая оскудевает от скорби, лишаясь возможности Его видеть. Луна может ассоциироваться также с Церковью. Так, для Оригена сочетание солнца и луны символизирует соединение Христа с Церковью: «Христос есть Солнце Правды…, луна, то есть Церковь его, которая наполняется его светом…» (In Numeros homilia, XXIII, 5).
В Византии тех времён цату связывали с царской властью. Возможно, отсюда следует появление её как символа великокняжеского достоинства на портрете киевского князя Ярослава Изяславича в «Царственном летописце» XVI века.
В иконографии цата участвует как элемент святительского облачения святителя Николая Чудотворца, а также встречается на других иконах: Святой Троицы, Спасителя, Пресвятой Богородицы. Из этого можно заключить, что цата на кресте связана с Христом в его роли Царя и Первосвященника. Крест же на куполе храма напоминает о принадлежности его Царю царствующих и Господу господствующих.
Из ранних времён христианства можно проследить ещё одно значение креста с полумесяцем. В посланиях апостола Павла есть рассуждение о том, что христиане имеют возможность «взяться за предлежащую надежду, которая для души есть как бы якорь безопасный и крепкий» (Евр. 6:18—6:19). Это одновременно и символическая защита от поругания язычниками и знак избавления от последствий греха, знак прибытия корабля церковного в тихую пристань жизни вечной через бурные волны краткой земной жизни.
В святоотеческой традиции упоминаются и другие значения полумесяца: так, например, говорят про Вифлеемскую колыбель, принявшую младенца Христа; рассматривают полумесяц как форму евхаристической чаши и крещальной купели; называют кораблём церковным. Таким образом, семантика креста и полумесяца на храме может заключаться также в идеи храма как Дома Божия и Корабля Спасения.
Западной христианской традиции композиция креста и полумесяца не свойственна. Однако здесь, как и в Византии, широко представлены формы процветшего, а также якорного креста. Ряд исследователей полагает, что крест с полумесяцем восходят к именно к этим формам. По мнению Успенского, связь между ними обратная.
Полумесяц как символ отразился также в привесках-лунницах, распространённых с позднего бронзового века у многих земледельческих народов Европы и Азии. Лунницы отражали почитание луны, связанное с культом плодородия. В рамках христианской культуры они были переосмыслены как символ Богородицы.

### Империя Сасанидов
Полумесяц был символом империи Сасанидов на территории Персии (Ирана) и изображался на коронах её правителей как центральный.

### Ислам

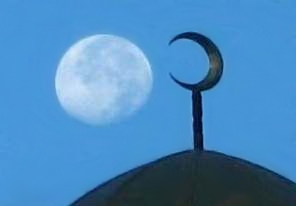
Полумесяц на мечети на фоне Луны. Нахичевань, Азербайджан

После арабского завоевания в 651 году полумесяц был заимствован последующими халифатами и мусульманскими правителями, и постепенно стал восприниматься как символ власти в Западной Азии. И Османская империя унаследовала его.
Полумесяц со звездой служит символом и знаменем османской империи и ислама.
Несмотря на то, что данный символ сейчас однозначно связан с исламом, задолго до того он использовался жителями Малой Азии до возникновения ислама.
Стоит также отметить, ни Мухаммед, ни другие ранние исламские правители не использовали полумесяц как религиозный символ. В битвах времён раннего ислама в качестве знамён использовались прикреплённые к шесту однотонные куски материи.

#### На флагах и гербах

Флаг Азербайджана, принятый в 1918 году
Флаг Турции, принятый в 1936 году; до этого флаг Османской империи
Флаг Узбекистана, принятый в 1991 году
Флаг Малайзии, принятый в 1963 году
Флаг Сингапура, принятый в 1959 году
Флаг Мальдив, принятый в 1965 году
Флаг Алжира, принятый в 1962 году
Флаг Туниса, принятый в 1999 году
Флаг Пакистана, принятый в 1947 году
Флаг Ливии, принятый в 1951 году
Флаг Турецкой Республики Северного Кипра, принятый в 1984 году
Флаг Комор, принятый в 2002 году
Флаг Туркменистана, принятый в 1992 году
Герб города Азов
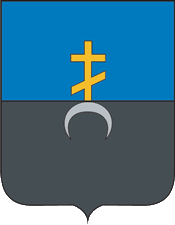
Первый герб Мариуполя
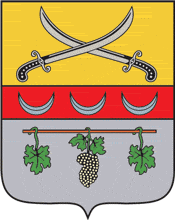
Герб Чугуева
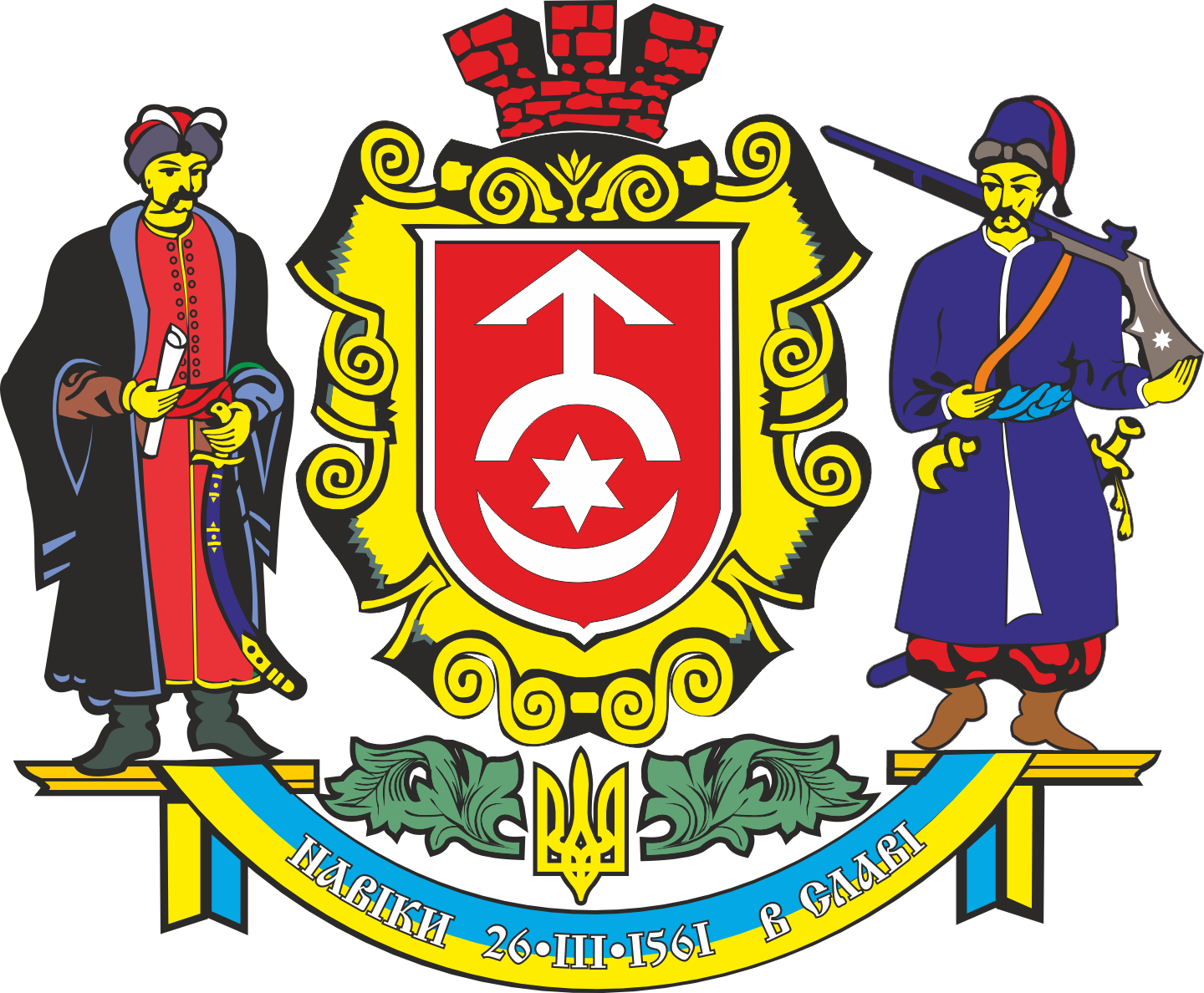
Герб Староконстантинова
Герб Конотопа
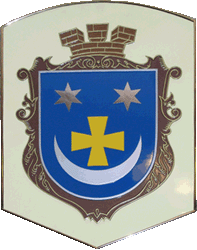
Герб Зенькова
Герб Борзны
Герб Акмолинской области
Герб Семипалатинской области
Герб Семиреченской области
Герб Дагестанской области

### Полумесяц Красного Креста
Красный полумесяц — одна из эмблем Международного комитета Красного Креста, принятая во время русско-турецкой войны 1877—1878 годов в Османской империи, поскольку красный крест вызывал негативные ассоциации с крестоносцами.

## Полумесяц с человеческим лицом

### На гербах

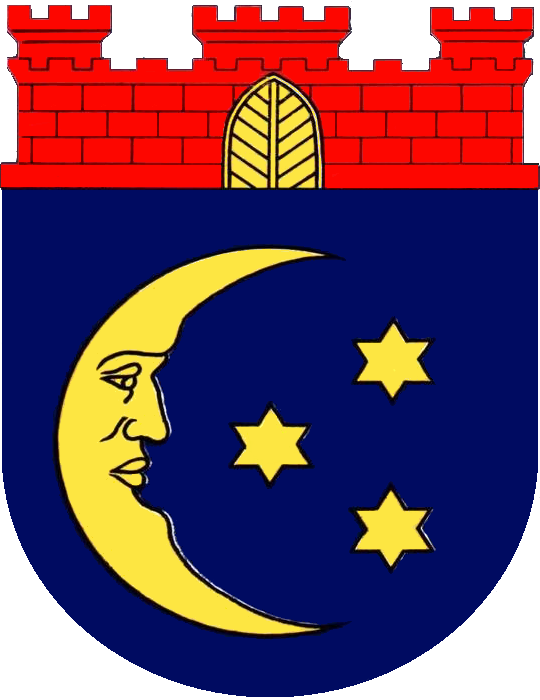
Герб города Грабов (Германия)
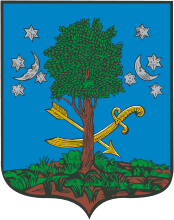
Герб Березны

### В изобразительном искусстве

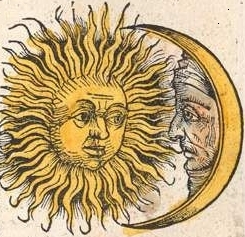
Солнце и Луна («Нюрнбергская хроника» Хартмана Шеделя, 1493)
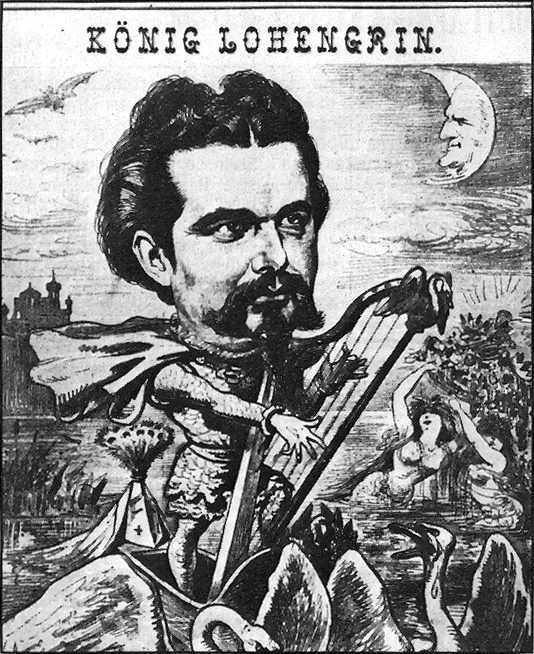
Карикатура на Людовика Баварского, в образе месяца — Рихард Вагнер (1885)
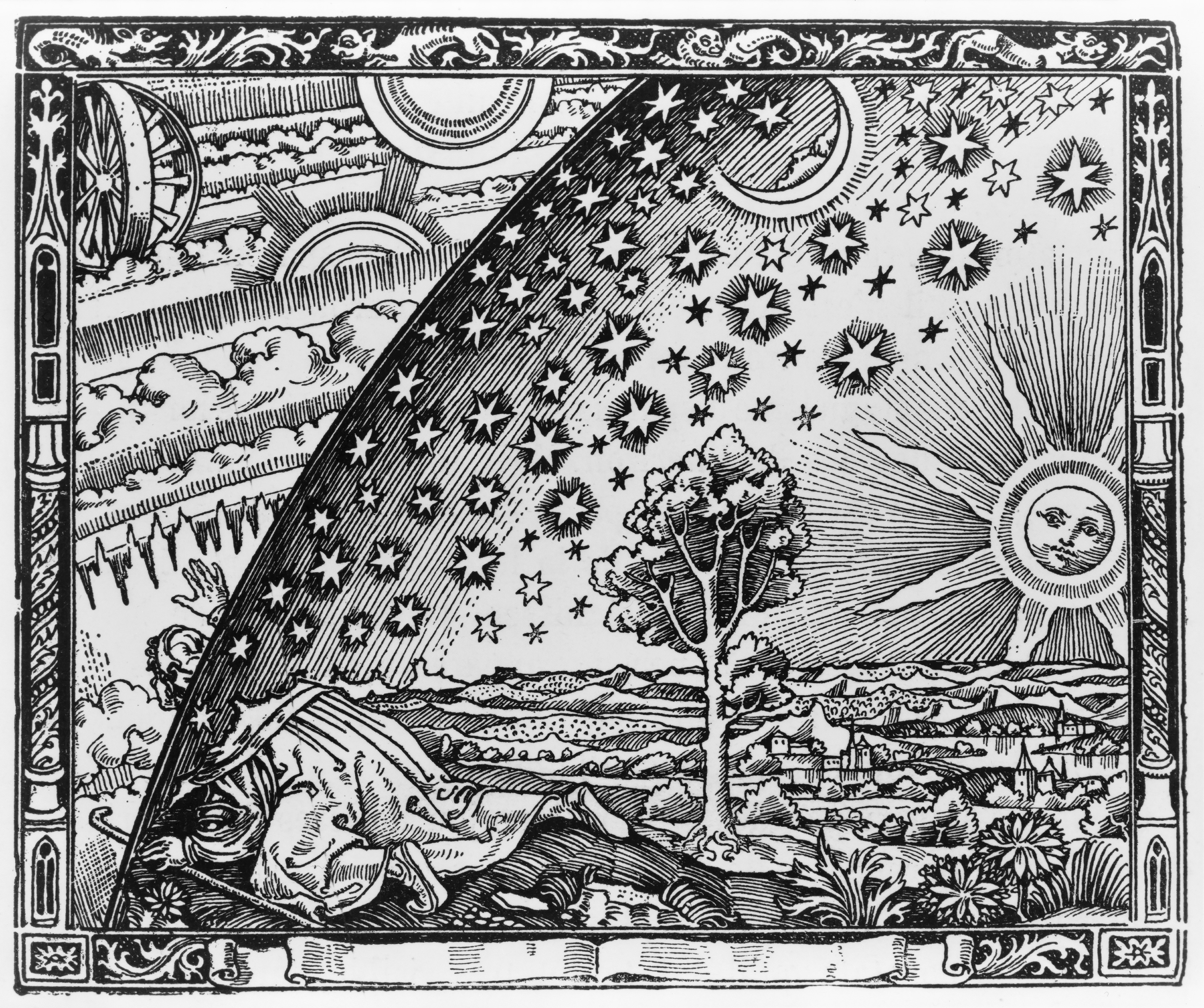
Изображение небесных сфер (Гравюра Фламмариона, 1888)

### В кинематографе и мультипликации
- Весёлые ребята (1934)
- Сказка о мёртвой царевне и о семи богатырях (мультфильм) (1951)
- Украденный месяц
- Муми-Дол, серия «В Муми-дол приходит осень»

## Прочее
- Название города Хило на Гавайях означает полумесяц.
- Логотипы DreamWorks Pictures и DreamWorks Animation используют полумесяц как основной элемент.
- Новый Орлеан имеет прозвище Город-Полумесяц, а полумесяц, или полумесяц со звездой, используются как официальная эмблема города. Основано это название на форме старого города на восточном берегу реки Миссисипи.
- Расположен на гербе ирландского футбольного клуба «Дроэда Юнайтед».